# Diogo Pinheiro
Diogo Pinheiro de Sousa (Rio de Janeiro, 20 maart 1990) is een Braziliaans voetballer die tot 2011 in dienst was van Fortuna Sittard. Hij speelt als aanvallende middenvelder. Hij kreeg te horen dat hij, net als elf andere spelers, aan het einde van het seizoen moest vertrekken.
Hij werd aan het begin van het seizoen 2010/11 samen met de Braziliaan Joao Marcos gehuurd van de Braziliaanse voetbalclub Botafogo FR.